# Libnotes (Metalibnotes) veitchiana
Libnotes (Metalibnotes) veitchiana is een tweevleugelige uit de familie steltmuggen (Limoniidae). De soort komt voor in het Australaziatisch gebied.